# A's, B's and Rarities
A’s, B’s and Rareties is een verzamelmuziekalbum van de Schotse band Pilot. Naast de singles bevat het een aantal B-kantjes van die singles, die niet op de elpees en dus cd-versies staan. Uit de legenda wordt duidelijk dat de heren het goed getroffen hebben met hun producers: Roy Thomas Baker (bekend van Queen), Alan Parsons (de lijst is te groot) en Tony Clarke van de Moody Blues.

## Musici
- David Paton – gitaar, basgitaar, zang
- Ian Bairnson – gitaar, basgitaar, zang
- William Lyall – toetsen;
- Stuart Tosh – slagwerk.

## Composities
1. Magic
2. Just let me be
3. January
4. Never give up
5. Call me around
6. Do me good
7. Just a smile
8. Don't speak loudly
9. Are you in love?
10. You're my nr 1
11. High into the sky
12. Sooner or later
13. Lady luck
14. Dear artist
15. Running water
16. First after me
17. Canada
18. The mover
19. Penny in my pocket
20. Steps
21. No ties for srings
22. Stop and let go

De laatste twee tracks zijn solo-opnamen van David Paton.